# Carlos Campanile
Carlos Campanile "Camp" (São Paulo, 3 de junho de 1941) é um ator e dublador brasileiro. Seus principais trabalhos na dublagem são o vilão Freeza em Dragon Ball Z e Dragon Ball Super, Silver Fang, em One Punch-Man, O engenheiro Montgomery Scott em na série Star Trek e Superman na série de desenho animado Superman: The Animated Series. James Daren (Dr. Tony Newman), na série "O Túnel do Tempo".  

## Biografia
Campanile começou sua carreira na dublagem em 1960 nos estúdios Ibrasom, trabalhando posteriormente no estúdio AIC, um dos pioneiros na dublagem brasileira. Em 1972 assumiu a coordenação do CineCastro de São Paulo, permanecendo lá até 1973, quando a sede de São Paulo encerra suas atividades. A partir daí passou por todas as principais empresas de São Paulo como Odil Fono Brasil, Elenco, Maga, Álamo, Centauro, Mastersound, Marshmallow, Sigma, Dublavideo, Unidub, Dubrasil, e várias outras.

## Lista de trabalhos
Segue abaixo a lista de principais dublagens feitas por Carlos Campanile. 
- Engenheiro Montgomey Scott em Jornada nas Estrelas (1ª dublagem);[6]
- Carl Manfred (Lance Henriksen) em Detroit: Become Human[carece de fontes?]
- Flash Gordon em Os Defensores da Terra[10]
- Zurg em Lightyear (2022) [11]
- Odin em God Of War Ragnarok (2022)
- James Daren (Dr. Tony Newman), na série "O Túnel do Tempo" (1966 / 67)
- Jay Pritchett em Modern Family.